# 吉林省博物院
吉林省博物院，原名“吉林省博物馆”，位于吉林省长春市南关区永顺路1666号，是吉林省内规模最大的综合性历史艺术博物馆，属国家一级博物馆。该馆现有藏品12万余件，館藏的中国历代书画，高句丽、渤海國、满族文物，近现代革命文物具有特色。

## 历史
- 1952年1月27日，吉林省博物馆在吉林市江湾路12号开馆。
- 1954年9月，吉林省博物馆迁至长春市满洲国皇宫旧址。
- 1978年，原吉林省博物馆革命史部分立为吉林省革命博物馆。
- 1982年，吉林省博物馆成立伪皇宫陈列馆筹备处，伪满皇宫陈列馆独立于吉林省博物馆运作。
- 1983年，原吉林省博物馆文物工作队分立为吉林省文物考古研究所。
- 1987年，原吉林省博物馆自然历史部分立为吉林省自然博物馆。
- 2000年，吉林省博物院由原伪满皇宫搬迁至长春市人民大街3188号（今长春万象城位置）。
- 2003年9月，吉林省近现代史博物馆合并入吉林省博物馆。
- 2004年2月14日，吉林省博物馆更名为吉林省博物院。
- 2007年5月8日，吉林省博物院新院开始施工[3]。
- 2012年，吉林省博物院被中华人民共和国国家文物局核定为第二批国家一级博物馆[4]。
- 2015年12月27日，吉林省博物院馆藏的约12万件文物开始搬迁至新院[5]。
- 2016年4月28日，吉林省博物院新院开始向社会开放[6]。

## 参观信息

### 开放时间
星期二至星期日9:00-16:00开放（除夕日除外）；星期一（国家法定假日除外）以及除夕日闭馆。

### 周边交通
展馆周边设有长春轨道交通6号线省博物院站。